# RMS Laconia (1921)
RMS Laconia var ett skepp som byggdes av Swan, Hunter & Wigham Richardson 1921 för Cunard Line, och gjorde sin jungfruresa 1922. Den 12 september 1942 sänktes hon av en tysk ubåt utanför Afrikas kust.

## Sänkningen
Under kriget tjänstgjorde Laconia framförallt som trupptransportfartyg, men på hennes sista resa hade hon en annorlunda last. I lastrummet fanns nämligen cirka 1 800 italienska krigsfångar, som skulle transporteras till England. Dessutom fanns 463 besättningsmän, 286 militärer och 80 civila ombord. Fångarna vaktades av 103 polska soldater som hade tillfångatagits av ryssarna 1939 och sedan frisläppts.
Den 12 september 1942 befann sig Laconia cirka 700 distansminuter söder om Freetown när hon träffades av två torpeder från den tyska ubåten U-156 under befäl av kapitänleutnant Werner Hartenstein. Laconias kapten Sharp gav order om att överge fartyget men insåg snabbt att livbåtarna inte skulle vara ens i närheten av att räcka till alla. Man såg därför till att kvinnor och barn kom ner i båtarna först, därefter brittiska civila och militärer, besättningen och de polska soldaterna. De italienska fångarna släpptes ut, men kaptenen bestämde att britter och polacker skulle ha förtur till livbåtarna. En del av fångarna blev skadade av de polska fångvaktarna i tumultet som uppstod.

## Räddningsaktionen
Då den tyska ubåten kom till vrakplatsen upptäckte besättningen att det fanns italienska krigsfångar i vattnet och började plocka upp dem. Det var dock alldeles för många människor i vattnet för att ubåten skulle ha en chans att plocka upp alla. Därför meddelade man sin situation till amiral Karl Dönitz, som beordrade dit två ubåtar som befann sig i närheten samt ett franskt fartyg från Dakar. Man sände även ett radiomeddelande i klartext och på engelska med position, om vad man tänkte göra och att man inte skulle använda vapen mot fartyg från västallierade som kom till hjälp. Den första ubåten, U-506, kom fram på morgonen den 15 september och man flyttade över hälften av dem som fanns ombord på U-156 till den nyanlända ubåten och man började samla ihop livbåtarna. Ubåtarna skildes därefter för att söka efter fler livbåtar och överlevande i väntan på att det franska fartyget skulle hinna fram.
Den 16 september siktades en amerikansk B-24 Liberator av en av utkikarna. Ubåtsbesättningen lade ut en röda kors-flagga och signalerade till flygplanet. Men flygarna på B-24:an kunde inte tyda signalerna och man hade fått felaktig information om Laconias förlisning, så man började anfalla ubåten, som då först släppte av sina brittiska passagerare och sedan tvingades att dyka. Britterna fick simma till livbåtarna och klara sig på egen hand. Senare attackerades U-506 av samma flygplan, och även den tvingades dyka. Besättningen på B-24:an rapporterade trots det att man sänkt båda ubåtarna och belönades för sina insatser.

## Efterspel
Karl Dönitz var rasande över bombflygplanets anfall och utfärdade den så kallade Laconiaordern. Den innebar att ingen tysk ubåt fick hjälpa överlevande från sänkta fartyg på något sätt annat än att plocka upp krigsfångar som kunde tänkas ha information som var till fördel för ubåten. Adolf Hitler ville gå ett steg längre och gav order om att alla överlevande även skulle beskjutas. Dönitz vägrade detta med motiveringen om att detta skulle vara demoraliserande för ubåtsbesättningarna som var frivilliga.
De flesta överlevande från Laconia blev upplockade av franska fartyg, men man hittade inte alla livbåtar. En livbåt nådde Afrikas kust den 9 oktober med 16 av de ursprungliga 68 fortfarande vid liv. En annan livbåt plockades upp av en konvoj den 21 oktober. I den livbåten var endast fyra av 47 vid liv. Senare hittades andra livbåtar som var tomma eller innehöll liken av sina passagerare. Av 463 brittiska besättningsmän, 366 brittiska civila och militärer, 103 polska soldater och 1 793 italienska krigsfångar överlevde 588 britter, 74 polacker och 450 italienare. Totalt överlevde alltså 1 112 av de ursprungliga 2 725 människorna katastrofen.

## Populärkultur
- Sänkningen av Laconia (The Sinking of the Laconia, 2011) - dramadokumentär i två delar som skildrar händelserna kring Laconias sista resa.